# Rhacophorus rhodopus
Rhacophorus rhodopus är en groddjursart som beskrevs av Liu och Hu 1960. Rhacophorus rhodopus ingår i släktet Rhacophorus och familjen trädgrodor. IUCN kategoriserar arten globalt som livskraftig. Inga underarter finns listade i Catalogue of Life.